# ستيف لندن
ستيف لندن (بالإنجليزية: Steve London)‏ هو ممثل أمريكي، ولد في 1 أغسطس 1930 في سانت لويس في الولايات المتحدة، وتوفي في 14 يونيو 2014.

## وصلات خارجية
- ستيف لندن على موقع IMDb (الإنجليزية)
- ستيف لندن على موقع قاعدة بيانات الفيلم (الإنجليزية)